# 308798 Teo
308798 Teo è un asteroide della fascia principale. Scoperto nel 2006, presenta un'orbita caratterizzata da un semiasse maggiore pari a 2,6477563 UA e da un'eccentricità di 0,1862424, inclinata di 11,65247° rispetto all'eclittica.